# Guioa palawanica
Guioa palawanica är en kinesträdsväxtart som beskrevs av P.C. van Welzen. Guioa palawanica ingår i släktet Guioa och familjen kinesträdsväxter. Inga underarter finns listade i Catalogue of Life.